# São Paulo na Tre Fontane (diaconia)
São Paulo na Tre Fontane (em latim, S. Pauli ad Aquas Salvias) é uma diaconia instituída em 20 de novembro de 2010, pelo Papa Bento XVI, por meio da bula papal Purpuratis Patribus.
A igreja titular deste titulus é San Paolo alle Tre Fontane.

## Titulares protetores
- Mauro Piacenza (2010-2021); título pro hac vice (desde 2021)